# Löa
Löa är en bebyggelse i norra delen av Lindesbergs kommun i Ramsbergs socken. Byn är uppdelad i Östra Löa och Västra Löa och skiljs åt av riksväg 50. Från och med år 2010 räknar SCB den centrala delen av Löa som småort med namnet Östannor, och från 2015 räknas Östra Löa som en egen småort. 
Löabygden är en jordbruksbygd som förvaltats av självägande bönder (till skillnad från församlingens östra delar som utgjorts av arrenderande bönder), samt av Löa hytta, som än idag är i museal drift av hyttlaget. I äldsta skattelängden från 1538 räntade Löa by 4 fat och 4 hundraden osmundsjärn i bondeskatt.
I byn finns ett café och minigolf. Skolan (förskola och förskoleklass samt årskurs 1-6) drivs av en ekonomisk förening som friskola. Norr om byn finns Arboretum Södra Bergsgården, en privat skogssamling.